# Willie Bell
Wille Bell, all'anagrafe William John Bell (Johnstone, 1º settembre 1937 – Leeds, 21 marzo 2023) è stato un allenatore di calcio e calciatore scozzese, di ruolo difensore.

## Caratteristiche tecniche
Era un terzino sinistro.

## Carriera

### Giocatore

#### Club
Dal 1958 al 1960 gioca per 2 stagioni nella seconda divisione scozzese con il Queen's Park, per un totale di 54 presenze e 2 reti. Nell'estate del 1960 si trasferisce al Leeds Utd, club della seconda divisione inglese, di cui per i successivi 7 anni è il terzino sinistro titolare: in particolare, fino al termine della vittoriosa Second Division 1963-1964 gioca in seconda divisione, trascorrendo poi le 3 stagioni successive in prima divisione, conquistandovi tra l'altro 2 secondi posti consecutivi nei campionati 1964-1965 e 1965-1966. Scende inoltre in campo anche nella finale della FA Cup 1964-1965, persa per 2-1 contro il Liverpool. Complessivamente durante la sua permanenza nel club mette a segno 15 reti in 204 partite di campionato; in aggiunta partecipa alla Coppa delle Fiere 1965-1966 ed alla Coppa delle Fiere 1966-1967, in cui gioca rispettivamente 8 e 9 partite. In seguito, gioca per ulteriori 2 stagioni in prima divisione con il Leicester City, per un totale di 49 presenze; chiude infine la carriera dopo aver giocato da titolare (44 presenze ed una rete) nel campionato di terza divisione per una stagione con la maglia del Brighton.
In carriera ha totalizzato complessivamente 158 presenze e 9 reti nella prima divisione inglese.

#### Nazionale
Nel 1966 ha giocato 2 partite amichevoli con la nazionale scozzese.

### Allenatore
Dopo il ritiro inizia a lavorare come vice del Birmingham City, club di seconda divisione, che al termine della stagione 1971-1972 viene promosso in prima divisione. Nel corso della stagione 1975-1976 subentra a Freddie Goodwin sulla panchina del club, in prima divisione; rimane in squadra fino al 1977. In seguito, trascorre la stagione 1977-1978 sulla panchina del Lincoln City, club di terza divisione. Dal 1979 al 2001 ha allenato i Liberty Flames, ovvero la squadra della statunitense Liberty University.

## Palmarès

### Giocatore

#### Competizioni nazionali
- Campionato inglese di seconda divisione: 1

Leeds United: 1963-1964